# 紋章
紋章（英語：coat of arms）又稱盾形紋章、袍徽，是一種特有的紋章設計，通常出现在纹章盾、外套或战袍上。中世纪骑士用它来辨认其身份。盾徽是由一个盾牌、支撑物、饰章及铭言组成。至今，它仍用來作為識別個人、軍隊、教會、機關團體和公司企業的世襲或繼承性標記，而紋章學則是研究其使用、展示和規則的學術領域:11。
有时盾徽也被指称整个纹章，但在纹章学的严格意义上来讲，这种看法是错误的。
12世纪封建领主和骑士在战场上开始广泛使用盾徽。从13世纪开始，盾徽進一步成为欧洲上层社会家族代代相傳的一种旗帜或标志，尤其是有权使用盾徽的人，在法律或社会习惯上，开始逐渐演变为国家权力。在德语区，贵族和平民都会使用盾徽，而在欧洲其他地区，仅有贵族才能使用盾徽。之后教堂的神职人员也开始使用盾徽，接着是小镇用于镇民识别，以及像是大学及商贸公司这类皇家特许的机构。
現今仍有大量的机构及个人仍旧使用盾徽；很多欧洲城市和大学都有关于如何使用盾徽的指引，并且将其作为商标保护。很多社团也帮助设计并注册个人盾徽。在某些国家，比如英格兰和苏格兰，數個世紀以來仍旧保持与当时所授予的盾徽相同的纹章格局并持续管理至今。旗帜是由盾徽发展而来的，旗帜学和纹章学的艺术是非常相近的。盾徽是商业公司现代标志的主要资源。

## 传统及用法

### 背景
古罗马人在盾牌上使用类似的徽章，但用来指示军队而非个人。首个中世纪盾徽证物是在11世纪的贝叶挂毯上发现的，上面織有战士携带著繪有十字架的盾牌。不過此說法仍有爭議。

### 用法
在英格兰和苏格兰的纹章传统中，係由个体拥有盾徽而非家族，盾徽屬於父亲传给儿子的合法資產；妻子和女儿也可修改盾徽以显示其与现有盾徽拥有者间的关系。相同的盾徽在同一时间中只能由一人使用。其他继承者只能在原始盾徽上進行一些小改动：通常是改变一些颜色或者添加寓意物，例如横幅之類者，其在英国用法中（皇家之外）是继承人的标志或（在苏格兰）假定继承人的标志。
因有在识别性上的重要性(特别是法律文件)，盾徽的使用受到严格管制；少数国家至今仍然如此。

## 教会使用

圣座
梵蒂冈
聖座（简化版）
宗座出缺期间所使用的宗座出缺牧徽（白色位置是那时的总务枢机徽）
美国圣公会
信义宗标志路德玫瑰

## 旗幟及條幅

### 美國旗幟

康涅狄格州
特拉華州
緬因州
密歇根州
新澤西州
紐約州
賓夕法尼亞州
佛蒙特州
威斯康星州

### 英國旗幟
| 旗帜 | 时间     | 使用                         | 描述                                                       |
| ---- | -------- | ---------------------------- | ---------------------------------------------------------- |
|      |          | 英國大使館用旗               | 米字旗上方是圓形的英國皇家盾形紋章                         |
|      | 1990年-  | 安圭拉岛旗帜                 | 蓝底，左上角为英国国旗图案，右下角为该岛的盾徽             |
|      | 2013年-  | 阿森松岛旗帜                 | 蓝底，左上角为英国国旗图案，右下角为该岛的盾徽             |
|      | 1999年-  | 百慕大群岛旗帜               | 红底，左上角为英国国旗图案，右下角为该岛的盾徽             |
|      | 1963年 - | 英属南极领地旗帜             | 白底，左上角为英国国旗图案，右下角为领土的盾徽             |
|      | 1990年 - | 英属印度洋领地旗帜           | 蓝色的波浪状条纹，左上角为英国国旗图案，右下角为领土的盾徽 |
|      | 1960年 - | 英属维尔京群岛旗帜           | 蓝底，左上角为英国国旗图案，右下角为该岛的盾徽             |
|      | 1999年 - | 开曼群岛旗帜                 | 蓝底，左上角为英国国旗图案，右下角为该岛的盾徽             |
|      | 1999年 - | 福克兰群岛旗帜               | 蓝底，左上角为英国国旗图案，右下角为该岛的盾徽             |
|      | 1982年 - | 直布罗陀旗帜                 | 白红底，中间为该地的盾徽                                   |
|      | 1909年 - | 蒙特塞拉特旗帜               | 蓝底，左上角为英国国旗图案，右下角为该岛的盾徽             |
|      | 1984年 - | 皮特凯恩群岛旗帜             | 蓝底，左上角为英国国旗图案，右下角为该岛的盾徽             |
|      | 1984年 - | 圣赫勒拿岛旗帜               | 蓝底，左上角为英国国旗图案，右下角为该岛的盾徽             |
|      | 1999年 - | 南乔治亚岛和南桑威奇群岛旗帜 | 蓝底，左上角为英国国旗图案，右下角为该岛的盾徽             |
|      | 2002年 - | 特里斯坦-达库尼亚群岛旗帜    | 蓝底，左上角为英国国旗图案，右下角为该岛的盾徽             |
|      | 1968年 - | 特克斯和凯科斯群岛旗帜       | 蓝底，左上角为英国国旗图案，右下角为该岛的盾徽             |

## 参見
- 纹章学
  - 教会纹章学
- 家紋
- 标志
- 国徽列表
- 社会主义纹章
- 旗幟學
- 塔木加